# Prijakovci
Prijakovci so naselje v mestu Banjaluka, Bosna in Hercegovina. 

## Deli naselja
Dragišići, Malinići, Popovići, Prijakovci, Šukale in Vučkovići. 

## Prebivalstvo
| Pregled števila prebivalcev po letih | Pregled števila prebivalcev po letih | Pregled števila prebivalcev po letih | Pregled števila prebivalcev po letih | Pregled števila prebivalcev po letih | Pregled števila prebivalcev po letih |
| ------------------------------------ | ------------------------------------ | ------------------------------------ | ------------------------------------ | ------------------------------------ | ------------------------------------ |
| 1948                                 | 1953                                 | 1961                                 | 1971                                 | 1981                                 | 1991                                 |
| -                                    | -                                    | 656                                  | 644                                  | 582                                  | 576                                  |

| Narodna sestava prebivalstva po letih                                                                                        | Narodna sestava prebivalstva po letih                                                                                         | Narodna sestava prebivalstva po letih                                                                                        |
| --- | --- | --- |
| 1971 | 1981 | 1991 |
| . skupaj: 644 Srbi 568 (88,19 %) Hrvati 73 (11,33 %) Muslimani 1 (0,15 %) Jugoslovani 0 (0,00 %) drugi in neznano 2 (0,31 %) | . skupaj: 582 Srbi 468 (80,41 %) Hrvati 55 (9,45 %) Muslimani 0 (0,00 %) Jugoslovani 47 (8,07 %) drugi in neznano 12 (2,06 %) | . skupaj: 576 Srbi 482 (83,68 %) Hrvati 50 (8,68 %) Muslimani 9 (1,56 %) Jugoslovani 30 (5,20 %) drugi in neznano 5 (0,86 %) |